# Адельгейда Саксен-Майнінгенська (1792–1849)
Адельгейда Саксен-Майнінгенська (нім. Adelheid von Sachsen-Meiningen), повне ім'я Адельгейда Луїза Тереза Кароліна Амелія Саксен-Майнінгенська (нім. Adelheid Louise Theresa Caroline Amelia von Sachsen-Meiningen), відома як королева Аделаїда (англ. Queen Adelaide), 13 серпня 1792 — 2 грудня 1849) — королева-консорт Великої Британії та Ганноверу у 1830—1837 роках, уроджена принцеса Саксен-Майнінгенська з Ернестинської лінії Веттінів, донька герцога Саксен-Майнінгенського Георга I та принцеси Гогенлое-Лангенбурзької Луїзи Елеонори, дружина короля Великої Британії та Ганноверу Вільгельма IV. Всі її діти померли в ранньому віці, внаслідок чого наступною правителькою Сполученого Королівства стала королева Вікторія.
Багато займалася благодійністю. Була популярною серед народу через свою благочесність, скромність та милосердя.
На її честь назване місто Аделаїда в Австралії, засноване в 1836 році.

## Біографія

### Ранні роки
Адельгейда народилась 13 серпня 1792 року у Майнінгені. Вона стала первістком для правлячого герцога Саксен-Майнінгену Георга I та його дружини Луїзи Елеонори Гогенлое-Лангенбурзької, з'явившись на світ за десять років після їхнього весілля. Хрестини новонародженої пройшли 19 серпня у каплиці майнінгенського замку. Хрещеними батьками дівчинки стали більше двадцяти осіб, серед яких були її дядько Карл Людвіг, тітка Шарлотта, Марія Тереза Бурбон-Неаполітанська, Марія Кароліна Австрійська, Марія Тереза Австрійська, Софія Антонія Брауншвейг-Вольфенбюттельська, Луїза Гессен-Дармштадтська та Адольф Бархвельдський.
З часом у Адельгейди з'явились молодша сестра Іда та брат Бернхард. Мешкала родина у замку Елізабетхенбург у Майнінгені. Літо від 1798 року проводили у замку Альтенштайн у Тюринзькому лісі, навколо якого велися роботи по створенню англійського ландшафтного парку.
Перед Різдвом 1803 року батько помер, і правителем герцогства став молодший брат 11-річної Адельгейди. Матір, яка взяла на себе функції регентки, заміж більше не виходила.

У 1806 році почалося вторгнення французів до Німеччини. Герцогство увійшло до Рейнської конфедерації. Коли наполеонівські війська зайняли Майнінген, родина продовжувала залишатися в палаці. Принцеса разом із матір'ю в роки воєн турбувалася про солдатів, росквартированих при дворі. Разом з тим, дівчина отримала гарну освіту, розмовляла кількома мовами, цікавилася музикою, літературою та живописом.

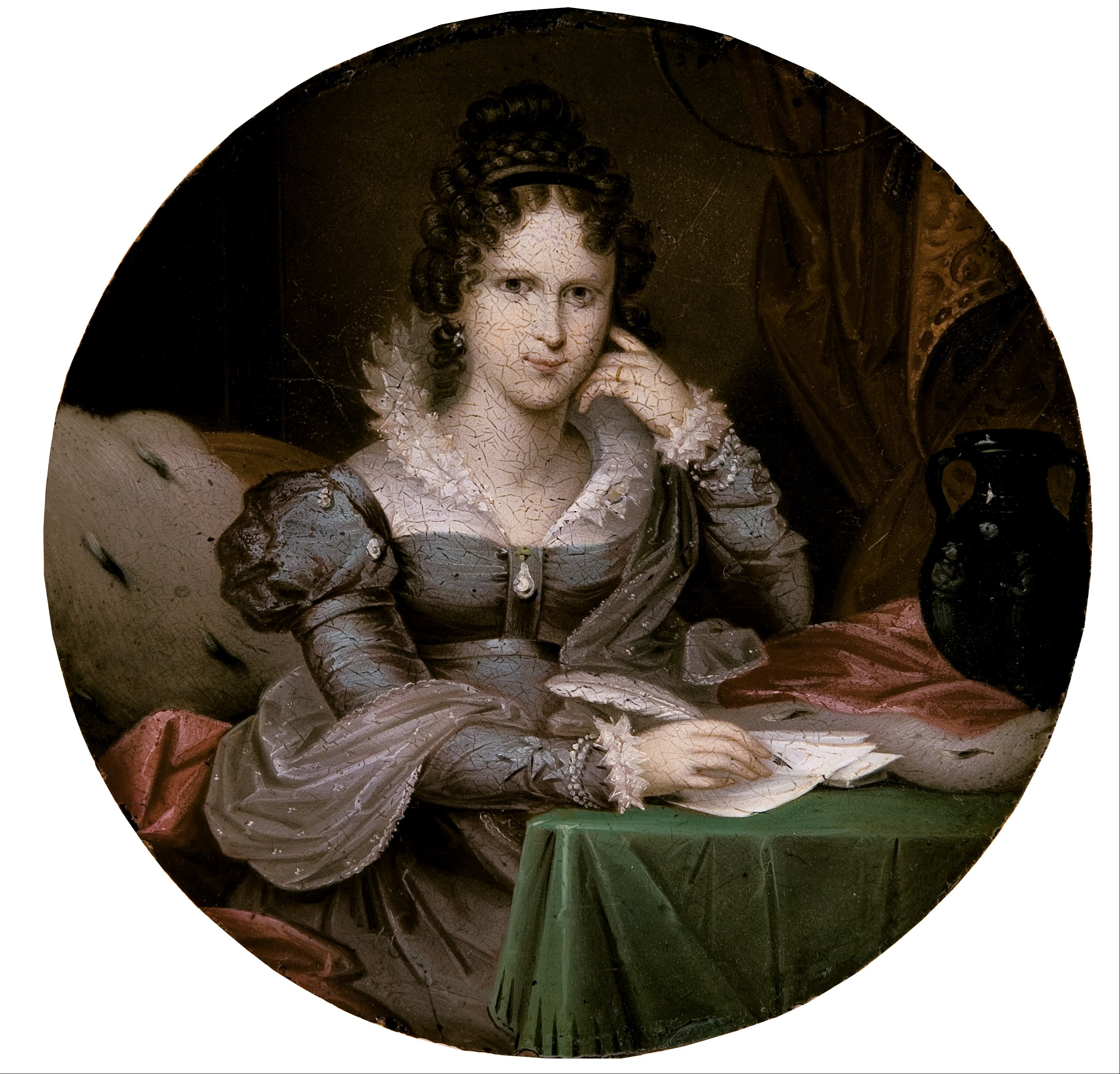
Портрет Адельгейди пензля С. Ревена, бл. 1818, Художня галерея Південної Австралії

У 1815 році країна увійшла до Німецького союзу. Саксен-Майнінген після війни знаходився у скрутному фінансовому становищі й, аби зібрати посаг для Адельгейди, Луїза Елеонора ввела додатковий податок, який становив 6000 флоринів на рік. Втім, її доньки після Віденського конгресу отримали право на предикат Ваша Високість.
У квітні 1818 року було оголошено про заручини Адельгейди та британського принца Вільгельма. Наречений був більш ніж вдвічі старшим за неї та мав дев'ятьох позашлюбних дітей від акторки Дороті Джордан. Кілька німецьких принцес, в тому числі Августа Гессен-Кассельська, вже відхилили його шлюбні пропозиції. Адельгейда ж радо згодилася прийняти його незаконних нащадків, до того ж була відома як добре вихована та люб'язна дівчина. Вільгельм писав своєму старшому синові: «Вона приречена, бідна молода істота, щоб стати моєю дружиною!». Посаг принцеси становив 20 000 флоринів, три окремих ануїтети були обіцяні їй майбутнім чоловіком, регентом Великої Британії та герцогством Саксен-Майнінген. 20 червня 1818 року Адельгейда з матір'ю відпливли до Великої Британії, де її зустрів лише один з її майбутніх пасинків. По прибуттю принцеса справила більше враження на королеву Шарлотту, ніж на свого нареченого. З Вільгельмом вони вперше побачилися за тиждень до весілля, 4 липня, в готелі «Ґрільон» на Бонд-стріт.

### Шлюбне життя
У 25 років Адельгейда стала дружиною 52-річного принца Вільгельма, який носив титул герцога Кларенса та Сент-Ендрюса. Вінчання було подвійним і відбулося 11 липня 1818 в Лондоні у палаці К'ю, що перебував у власності королеви Шарлотти. Разом із ними взяли шлюб принц Едвард, молодший брат Вільгельма, та Вікторія Саксен-Кобург-Заальфельдська, вдовіюча герцогиня Лейнінґенська.

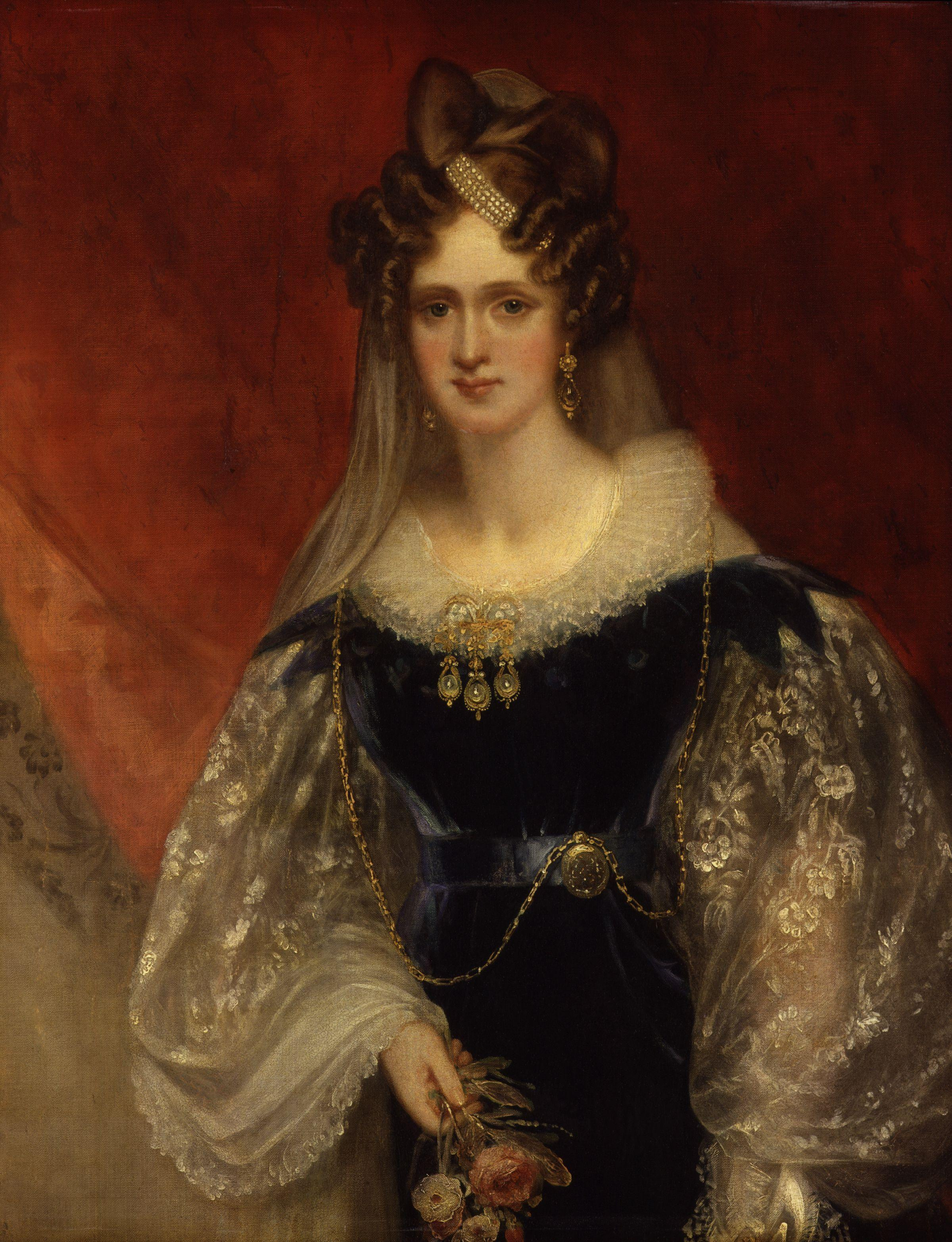
Портрет Аделаїди пензля Вільяма Бічі, близько 1831 року, Національна портретна галерея

Обидві пари після весілля переїхали жити до Німеччини, оскільки це було дешевшим. Молоді дружини майже відразу завагітніли. Однак, якщо Вікторія народила у травні наступного року здорову дівчинку, яку назвали Александріна Вікторія, то Адельгейда, захворівши на плеврит на сьомому місяці вагітності, передчасно народила доньку Шарлотту, яка прожила лише кілька годин. Невдовзі вона знову завагітніла, і Вільгельм вирішив повернутися до Англії, аби спадкоємець народився на британській землі. Однак, перед відплиттям із Франції у вересні 1819 року у герцогині стався викидень.
В Лондоні пара оселилася у Буши-хаус, де Вільгельм раніше мешкав із Дороті Джордан. За кілька місяців Адельгейда, яку в Британії почали кликати Аделаїда, вже очікувала на третю дитину за два роки. У грудні 1820 року, приблизно на шість тижнів раніше, вона знову передчасно народила дівчинку, яка, втім, зовні виглядала повністю здоровою. Друга донька подружжя померла на початку березня 1821 року від раптової інвагінації кишки. За рік Аделаїда народила хлопчиків-близнюків, однак ті народилися мертвими. Існують певні свідчення щодо ще однієї її вагітності в тому ж році, яка закінчилася на короткому терміні. Вагітності під час правління її чоловіка не є підтвердженими.
Попри велику різницю у віці пара була близька один до одного. Аделаїда мала сильний вплив на чоловіка, забороняла йому багато пити, вживати нецензурні вирази та сварити прислугу з будь-якого приводу. Також керувала сімейними фінансами, звівши всі витрати до мінімуму. Вільгельм зрештою погодився на зменшення свого утримання, як постановив парламент. Оточення вважало їхнє життя гармонійним, простим і навіть нудним.
У 1825 році Вільгельм замовив будівництво нового житла, яке було завершене у 1827 році й отримало назву Кларенс-гаус.

### Королева

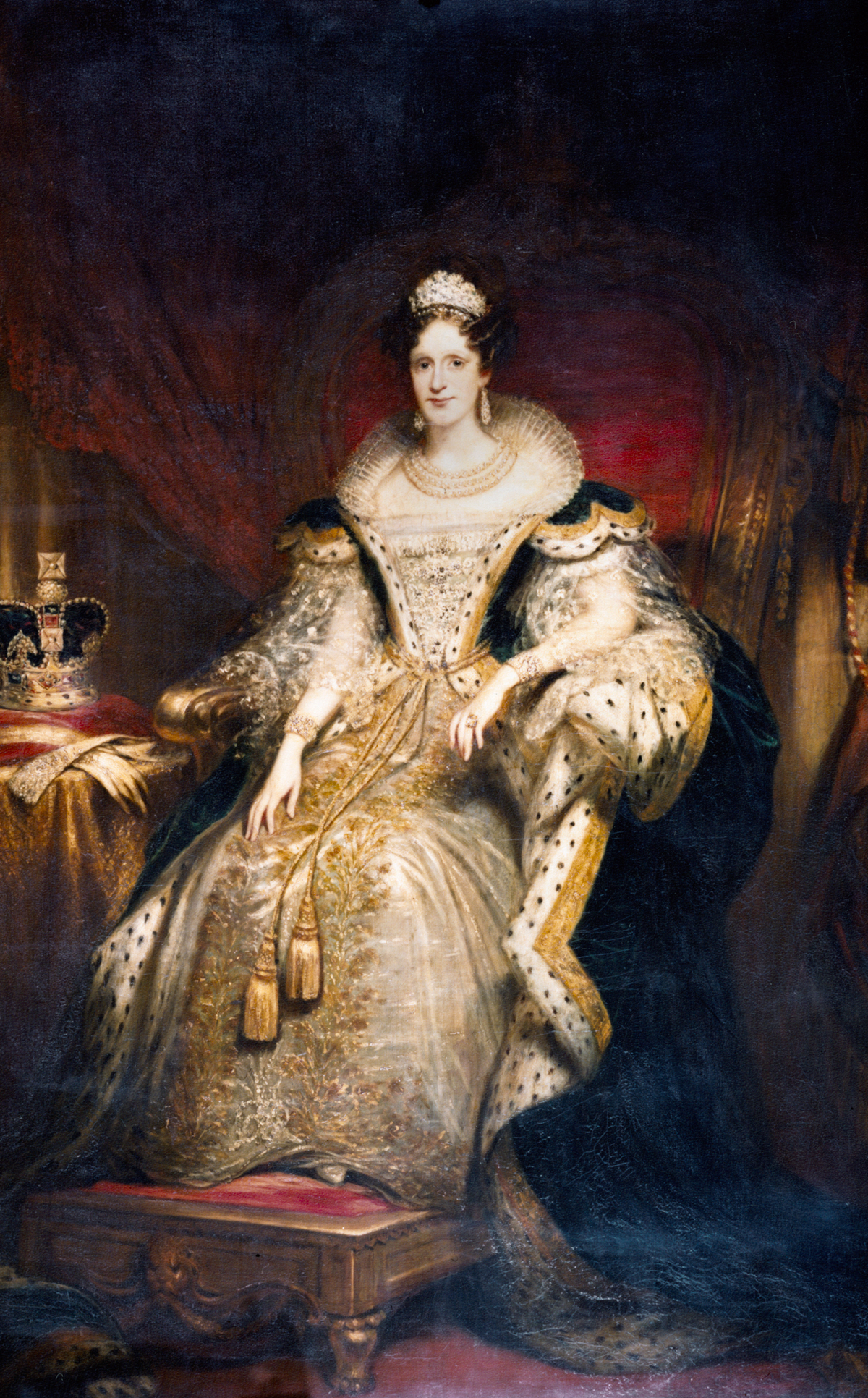
Портрет королеви, Вестмінстерський палац

У червні 1830 року Вільгельм став королем Великої Британії, а Аделаїда — королевою-консортом. Одним із перших рішень нового короля була передача у власність королеви резиденції Буши-хаус. Їхня коронація пройшла 8 вересня 1831 у Вестмінстерському абатстві. Поведінка королеви під час церемонії викликала схвалення за «гідність, спокій і шляхетність», особливо, на контрасті з поведінкою її чоловіка, який поводився як «персонаж комічної опери».
Більшу частину свого часу королева присвячувала благодійності. Була популярною серед народу через своє благочестя, скромність, милосердя та трагічні обставини смерті дітей. Можливо, впливала на свого чоловіка у політичних питаннях. Невідомо, чи грала якусь роль у схваленні Вільгельмом виборчої реформи 1832 року. Через приписувану їй причетність до цього була непопулярною серед реформаторів. Ніколи відкрито не говорила про свою політичну позицію, але, згідно біографів, підтримувала партію торі.
У жовтні 1834 року у Вестмінстерському палаці відбулася пожежа, яка знищила більшу частину будівлі. Після цього король звільнив тогочасного прем'єр-міністра Вільяма Лема. Газета «The Times» звинувачувала в цьому рішенні королеву. Також писали, що Аделаїда та герцог Кумберлендський мали вплив на Вільгельма IV у зв'язку з реформами католицької церкви в Ірландії.
Добре ладнала зі своєю племінницею, принцесою Вікторією Кентською, незважаючи на ворожі відносини між матір'ю Вікторії та королем. Королівська пара намагалася бути ближчими до своєї спадкоємиці, однак Вікторія Заальфельдська протидіяла цьому, знаходячись під впливом Джона Конроя. Герцогиня відмовилася приймати королеву у себе в Кенсингтонському палаці та не відповідала на її листи. Королівське подружжя було дуже розчароване зухвалістю своєї родички, яка навіть в присутності численних гостей дозволяла собі неналежну поведінку по відношенню до монархів. Втім, майбутня королева Вікторія завжди з теплотою писала у щоденниках про своїх правлячих дядька та тітку.
У квітні 1837 року Адельгейда навідувала сестру в Німеччині та сильно захворіла. Зрештою, вона видужала, однак у червні захворів Вільгельм. Королева проводила у ліжка чоловіка багато часу, інколи по десять днів за раз. 20 червня 1837 він помер від серцевої недостатності.

### Останні роки
Після смерті чоловіка постійно мешкала в Мальборо-гаус на вулиці Пел-Мел у Лондоні.

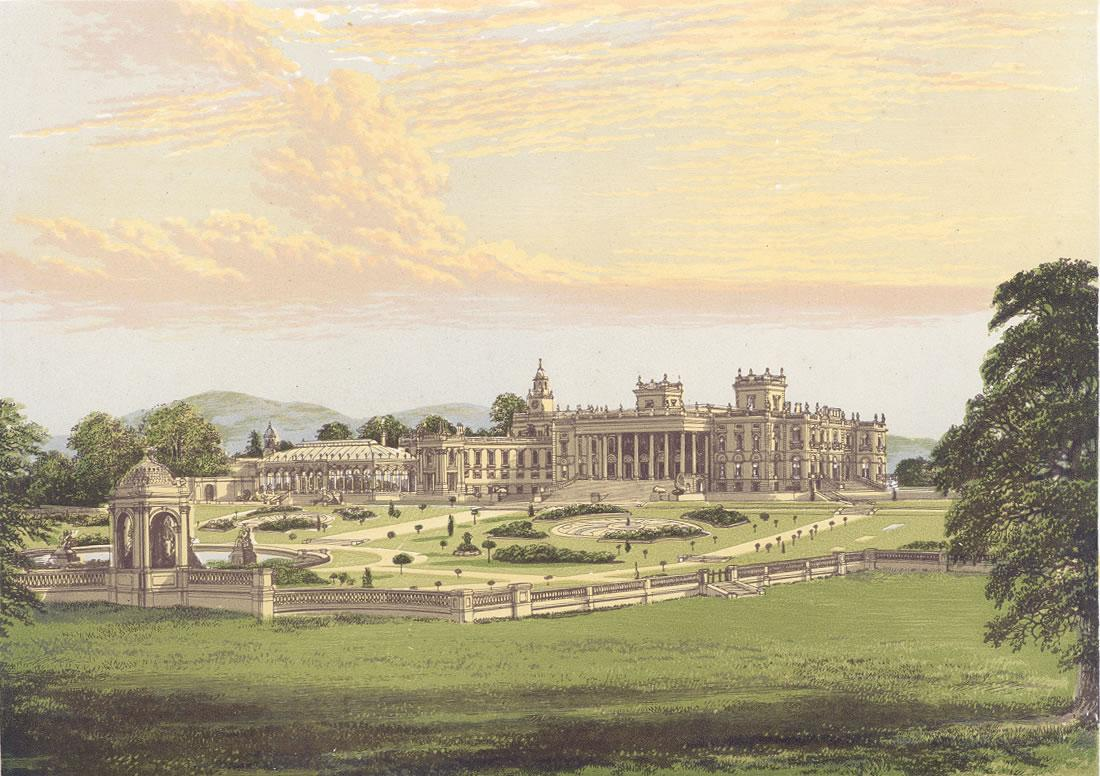
Вітлі-корт

На початку жовтня 1838 року на борту «HMS Hastings» вирушила до Мальти із зупинкою в Ґібралтарі. На острові королева залишалася протягом трьох місяців. Дізнавшись, що на Мальті немає протестантського собору, вона ініціювала будівництво собору святого Павла. Влітку 1844 року відвідала батьківщину, побувавши у Майнінгені та замку Альтенштайн.
Резиденцією Аделаїди в Англії був Кларенс-хаус. Також у її віданні перебував Буши-хаус. Страждаючи на хронічні хвороби, у пошуках зручного місця для життя, вона часто зупинялася в різних домах британської аристократії. У 1843—1846 роках орендувала Вітлі-корт у Вустерширі, де фінансувала першу місцеву школу. У 1846—1848 роках мешкала у Кассіуборі-хаус у Вотфорді. В той же час орендувала Бентлі-пріорі в Стенморі, однак перебралася туди лише у 1848 році, вже страждаючи на водянку. Зиму 1847 року провела на Мадейрі, де жертвувала гроші бідним та фінансувала будівництво шляху від Ріберо Секу до Камара-де-Лобуш.
Інколи продовжувала з'являтися на офіційних церемоніях. Останньою її появою на публіці стало закладення першого каменя у фундамент церкви Святого Іоанна Богослова у Стенморі.
Померла у своїй спальні в Бентлі-пріорі 2 грудня 1849 з природних причин. Була похована у каплиці Святого Георга у Віндзорському замку.

## Родина
Чоловік — Вільгельм IV, король Великої Британії
Діти (у подружжя народилось двоє живих дітей, які, втім, прожили від кількох годин до кількох місяців):
- Шарлотта Августа Луїза (нар. та пом. 27 березня 1819) — прожила кілька годин;
- Єлизавета Джорджіана Аделаїда (1820—1821) — прожила 3 місяці.

## Нагороди
- Великий хрест ордену Святої Катерини (Російська імперія) (24 липня 1830).

## Титули
- 3 серпня 1792—18 червня 1815 — Її Світлість Принцеса Адельгейда Саксен-Майнінгенська;
- 18 червня 1815—11 червня 1818 — Її Високість Принцеса Адельгейда Саксен-Майнінгенська;
- 11 червня 1818—26 червня 1830 — Її Королівська Високість Герцогиня Кларенс та Сент-Ендрюс;
- 26 червня 1830—20 червня 1837 — Її Величність Королева;
- 20 червня 1837—2 грудня 1849 — Її Величність Королева Аделаїда.

## У мистецтві
Має кілька кіновтілень:
- Делена Кідд у англо-американському телесеріалі 2001 року «Вікторія та Альберт», реж. Джона Ермана;
- Гаррієт Волтер у англо-американському біографічному фільмі 2009 року «Молода Вікторія», реж. Жана-Марка Валле.

## Вшанування
На честь королеви названі:
- Місто Аделаїда в Австралії та селище Королева Аделаїда поблизу Ілі у графстві Кембриджшир;
- Дві річки в Австралії та Тасманії та риф поблизу Квінсленду;
- Архіпелаг Королеви Аделаїди поблизу Чилі;
- Острів Аделаїди в Землі Ґреяма в Антарктиді, відкритий у 1832 році Джоном Біско;
- Велика кількість вулиць та проспектів по всій колишній британській імперії;
- Лікарня Аделаїди в Дубліні, заснована у 1839 році та залізнична станція у Белфасті;
- Дуб Королеви Аделаїди у Бредгейт парку у Лестерширі, під котрим королева мала в свій час пікнік;
- Астероїд головного поясу, відкритий у 1908 році.